# یوری دوخویان
یوری دوخویان (روسی: Юрий Рафаэлович Дохоян؛ ۲۶ اکتبر ۱۹۶۴ – ۱ ژوئیه ۲۰۲۱ مسکو) شطرنج‌باز ارمنی‌تبار اهل روسیه بود که در سال ۱۹۸۸ عنوان استادبزرگ توسط فیده به وی اعطا گردید. وی به علت همه‌گیری کووید–۱۹ درگذشت.
| به‌دلیل برخی مشکلات فنی، نمودارها موقتاً قابل مشاهده نیستند. اطلاعات بیشتر پیرامون این مشکل در فابریکاتور و وبگاه مدیاویکی در دسترس است. | |
| | به‌دلیل برخی مشکلات فنی، نمودارها موقتاً قابل مشاهده نیستند. اطلاعات بیشتر پیرامون این مشکل در فابریکاتور و وبگاه مدیاویکی در دسترس است. |